# Мельничук, Михаил Васильевич
Михаи́л Васи́льевич Мельничу́к (4 августа 1948 — 25 октября 2009) — народный депутат Украины 4-го и 5-го созывов, секретарь политсовета Социалистической партии.

## Биография
Родился 4 августа 1948 года в с. Гримешти, Бричанский район, Молдова. Образование высшее, окончил Каменец-Подольский сельскохозяйственный институт, агроном.
В 1968 году работал агрономом в колхозе «Большевистская правда».
1968—1970 гг. — служба в армии.
1970-71 гг. — агроном по защите растений колхоза «Большевистская правда», с. Несвоей Новоселицкого района (Черновицкая область).
1971—1977 гг. — заместитель председателя, колхоз «Искра», с. Балковцы Новоселицкого района.
1977—1983 гг. — председатель, колхоз «60 лет Великого Октября», с. Балковцы Новоселицкого района.
1983—1988 гг. — председатель, Новоселицкое районное агропромышленное объединение.
1988—1991 гг. — заместитель председателя Черновицкого облагропрома. В 1991—1993 гг. — генеральный директор, совместное предприятие «Буковинский сад».
В 1993—1998 гг.- председатель крестьянского союза «Прогресс», с. Черновка Новоселицкого района.
В 1998—2002 гг. — председатель Новоселицкого райсовета.
Депутат Верховной Рады Украины IV созыва. Председатель подкомитета по вопросам деятельности органов местного самоуправления Комитета по вопросам государственного строительства и местного самоуправления. Член Комитета по вопросам аграрной политики и земельных отношений.
Народный депутат Украины V созыва, секретарь Политсовета СПУ по вопросам организационно-партийной, кадровой работы и финансовой деятельности партии.
Член СПУ, до декабря 2006 года занимал должность секретаря Политсовета СПУ по организационно-партийной и кадровой работы. Владеет румынским, молдавским языками.
Орден «Знак Почета» (1980). Орден «За заслуги» III ст. (2005).
Умер во время работы второго этапа XV съезда Социалистической партии Украины 25 октября 2009.